# Asociația Regală de Fotbal a Țărilor de Jos
Asociația Regală de Fotbal a Țărilor de Jos (neerlandeză Koninklijke Nederlandse Voetbalbond, pronunțat [ˌkoːnɪŋkləkə ˈneːdərlɑntsə ˈvutbɑlbɔnt]; KNVB pronunție în neerlandeză [ˌkaːʔenveːˈbeː]) este forul conducător oficial al fotbalului în Țările de Jos. Aceasta organizează Eredivisie, Erste Divisie, ligiile inferioare, Cupa Țărilor de Jos. Este afiliată la FIFA din 1904 și la UEFA din 1954. Președintele federației este Just Spee din 2002.